# East Bend
East Bend és una població dels Estats Units a l'estat de Carolina del Nord. Segons el cens del 2000 tenia 659 habitants.

## Demografia
Segons el cens del 2000, East Bend tenia 659 habitants, 271 habitatges i 188 famílies. La densitat de població era de 198,8 habitants per km².
Dels 271 habitatges en un 32,8% hi vivien nens de menys de 18 anys, en un 56,1% hi vivien parelles casades, en un 9,6% dones solteres, i en un 30,6% no eren unitats familiars. En el 28,8% dels habitatges hi vivien persones soles el 12,9% de les quals corresponia a persones de 65 anys o més que vivien soles. El nombre mitjà de persones vivint en cada habitatge era de 2,43 i el nombre mitjà de persones que vivien en cada família era de 2,96.
Per edats la població es repartia de la següent manera: un 25,6% tenia menys de 18 anys, un 9% entre 18 i 24, un 30,3% entre 25 i 44, un 22,5% de 45 a 60 i un 12,6% 65 anys o més.
L'edat mediana era de 37 anys. Per cada 100 dones de 18 o més anys hi havia 89,9 homes.
La renda mediana per habitatge era de 39.333 $ i la renda mediana per família de 49.000 $. Els homes tenien una renda mediana de 32.321 $ mentre que les dones 26.667 $. La renda per capita de la població era de 17.611 $. Entorn del 3,3% de les famílies i el 6,3% de la població estaven per davall del llindar de pobresa.

## Poblacions més properes
El següent diagrama mostra les poblacions més properes.